# Fuerza Aérea y Defensa Aérea Serbia
La Fuerza Aérea y Defensa Aérea (en serbio cirílico: Ваздухопловство и противваздушна одбрана, transliterado: Vazduhoplovstvo i protivvazdušna odbrana) constituye el arma aérea de Serbia, y forma parte, junto con las Fuerzas de Tierra y los Mandos de Formación, de las Fuerzas Armadas de Serbia. Dispone de aviones de combate, aviones de carga, aviones de reconocimiento aéreo, vehículos aéreos no tripulados, helicópteros de combate, helicópteros de carga, radares y misiles tierra-aire.

## Misión
La Fuerza y Defensa Aérea Serbia está encargada de realizar actividades de combate contra objetivos terrestres y aéreos, en concreto: 
- Control del espacio aéreo.
- Disuadir las amenazas armadas por aire y la prevención de ataques por sorpresa.
- Defensa Aérea del territorio y la Fuerza Aérea serbia.
- Proporcionar apoyo y protección de aeronaves.
- Participación en operaciones de mantenimiento de la paz internacional y la cooperación militar.
- Respuesta a desastres naturales, catástrofes y otros incidentes.

## Historia
La idea de formar las fuerzas aéreas en el ejército serbio se menciona por primera vez en la Ley General de Formación del Ejército de 2 de agosto de 1893. Esta ley preveía que dentro de cada división del Ejército del Reino de Serbia, se formase una compañía de la fuerza aérea en aerostato. 
Veinte años más tarde, en 1912, un grupo de oficiales del Reino de Serbia fueron enviados a un programa piloto de capacitación en Francia. Al mismo tiempo fueron adquiridos varios aviones por el ministro de Guerra Mariscal Radomir Putnik, y el 24 de septiembre de 1912 se creó en Niš un Comando de la Fuerza Aérea, lo que colocó a Serbia como uno de los primeros 15 estados del mundo que contaban en aquel momento con fuerza aérea militar. Un año más tarde, durante el asedio de la ciudad de Shkodra, esta fuerza aérea tuvo su bautismo de fuego. Su implicación fue muy importante durante la Primera Guerra Mundial, al término de la cual quedó integrada en el Real Ejército Yugoslavo.
Tras la desmembración de la República Federal Socialista de Yugoslavia y, como punto culminante, la guerra de Bosnia, el antiguo Ejército Popular Yugoslavo (JNA) también se extinguió, quedando Serbia como heredera de gran parte de su arsenal aéreo, al estar su sede principal en Belgrado. El nacimiento como tales de las Fuerzas aéreas serbias data de la división de Serbia y Montenegro en dos estados independientes, el 3 de junio de 2006.

## Estatus

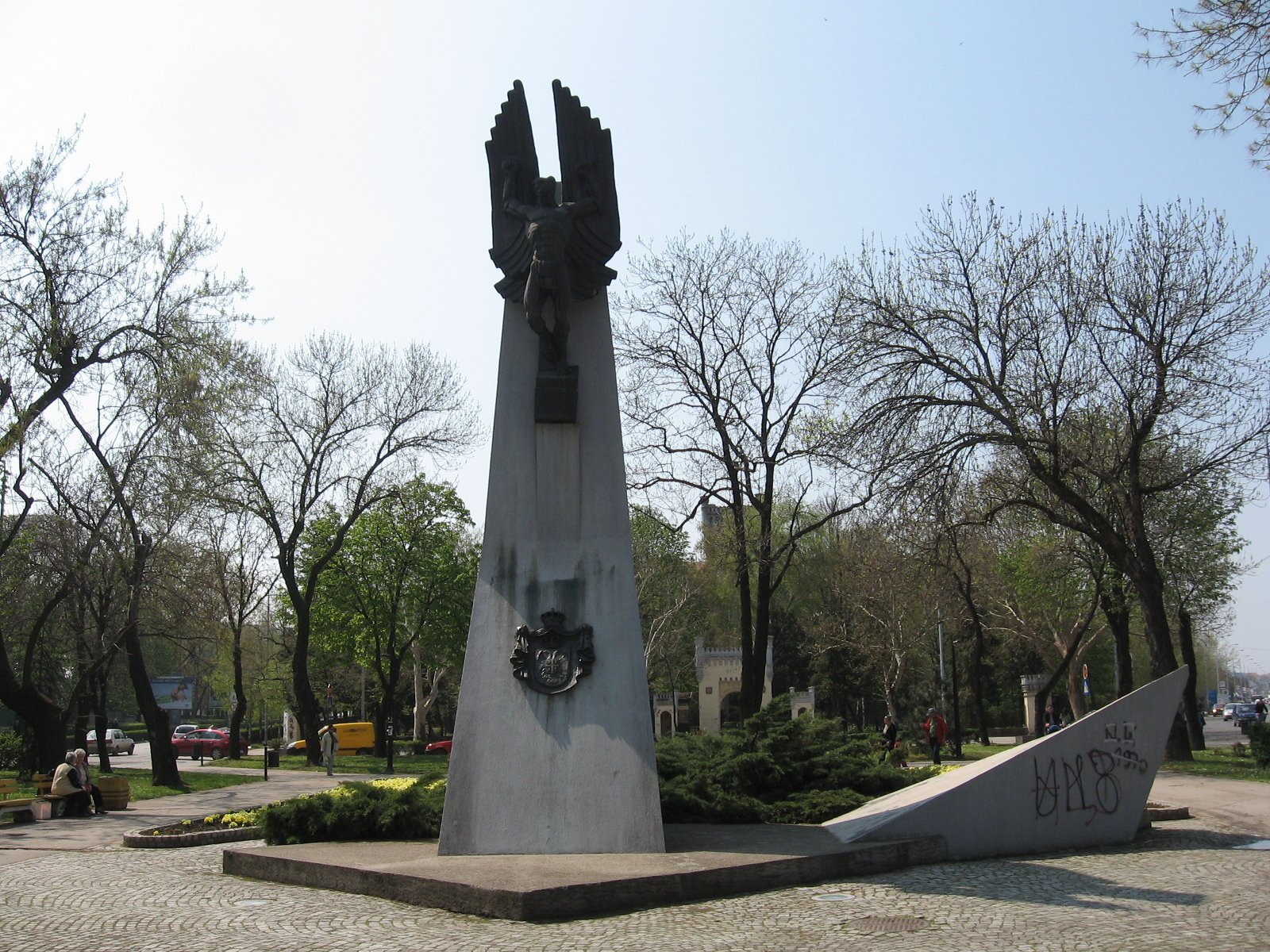
Monumento a los pilotos caídos en la plaza Mija Stanimirovic. Grabado en abril de 2010.

Las Fuerzas Aéreas de Serbia constituyen el cuerpo más joven y más avanzado de su ejército. Abarca las ramas y servicios cuya organización, estructura, armamento y equipo están diseñados para llevar a cabo actividades de combate sobre objetivos aéreos y sobre el terreno. Su personal se compone de cerca de 3000 soldados y 180 aviones en 2 bases principales, la 204.ª Base Aérea de Batajnica y la 98.ª Base Aérea de Lađevci-Niš. Aunque algo anticuada, la fuerza aérea se encuentra en período de modernización iniciado para su actualización. Esta fuerza se organiza en el sistema de bases aéreas/escuadrones, y consta de las dos bases aéreas, 7 unidades de tierra y 7 escuadrones: un escuadrón de combate, compuesto por cazas de fabricación soviética MiG-29, un escuadrón de cazas de fabricación serbia J-22 Orao, un escuadrón de aeronaves de entrenamiento Utva 75 y Super Galeb, un escuadrón de helicópteros antitanque Gazelle, un escuadrón de helicópteros Mi-8 y Gazelle y un escuadrón de aviones de carga An-26 y helicópteros de transporte Mi-8. La defensa aérea está organizada, como las fuerzas de tierra en brigadas y batallones, y consiste en una brigada de defensa aérea. Los principales sistemas de defensa aérea son los misiles SA-6 y S-125, que serán modernizados en los próximos años. También hay un batallón de señales, un batallón de ingeniería y un centro de reconocimiento aéreo.

## Organización
La fuerza aérea serbia está dividida en cinco acuartelamientos son:
- 210º Batallón de Señales y  333º Batallón de Ingenieros.
- 204ª Base Aérea.
- 98ª Base Aérea.
- 250º Brigada de Misiles de Defensa Aérea.
- 126º Centro de Reconocimiento Aéreo.

## Equipamientos

### Flota de la fuerza aérea

#### Aviones
| Avión                                | Origen                   | Tipo                                                                                 | Variantes                                         | Número             | Notas |                    |
| Aviones de combate                   | Aviones de combate       | Aviones de combate                                                                   | Aviones de combate                                | Aviones de combate | Aviones de combate | Aviones de combate |
| ------------------------------------ | ------------------------ | ------------------------------------------------------------------------------------ | ------------------------------------------------- | ------------------ | --- | ------------------ |
| MiG-29                               | Unión Soviética/ Rusia   | Caza Entrenamiento - Caza                                                            | MiG-29B / L-18 MiG-29UB / NL-18                   | 24 24 ordenados.   | La prensa especializada de Rusia confirmó el obsequio de Moscú a Belgrado, donde se cedería 6 aparatos, destinados originalmente a Siria; teniendo que pagar Belgrado únicamente por su vuelta a puesta operativa. Bielorrusia ha confirmado que también cederá a Serbia 8 aparatos, además de otro equipamiento bélico. |                    |
| Soko Orao                            | Yugoslavia               | Ataque a tierra Ataque - Entrenamiento Reconocimiento Reconocimiento - Entrenamiento | J-22 NJ-22 IJ-22 INJ-22                           | 16 7 8 2           | 33 en servicio |                    |
| Transporte aéreo y Aviones de enlace |                          |                                                                                      |                                                   |                    | |                    |
| PZL An-2                             | Polonia/ Unión Soviética | Transporte/Entrenamiento                                                             | An-2TD1 / T-71                                    | 1                  | |                    |
| Antonov An-26                        | Unión Soviética/ Ucrania | Transporte militar medio                                                             | An-26B / T-70                                     | 4                  | |                    |
| Yak-40                               | Rusia                    | Transporte VIP/Calibración                                                           | Yak-40                                            | 3                  | |                    |
| Aviones de entrenamiento             |                          |                                                                                      |                                                   |                    | |                    |
| Soko G-4 Super Galeb                 | Yugoslavia               | Jet armado de entrenamiento avanzado Jet desarmado de entrenamiento                  | G-4 / N-62 G-4Š / N-62Š G-4T / N-62T G-4M / N-62M | 24 6 3 1           | 33 en servicio. 20 en vías de modernización a G-4MD standard. |                    |
| Soko G-2 Galeb                       | Yugoslavia               | Jet de entrenamiento                                                                 | G-2 / N-60                                        | 1                  | No aptos para combate, utilizados en el centro técnico de pruebas. |                    |
| Utva 75                              | Yugoslavia               | Entrenamiento básico/Primario                                                        | V-53                                              | 12                 | Para ser reemplazados por los nuevos Lasta 95 |                    |
| Lasta 95                             | Serbia                   | Entrenamiento básico/Primario                                                        | N-63                                              | 15                 | En evaluación |                    |
| VANTs                                |                          |                                                                                      |                                                   |                    | |                    |
| Orbiter UAV                          | Israel                   | Reconocimiento/UAV                                                                   | -                                                 | 30                 | 10 más solicitados. |                    |
| IBL-2000                             | Serbia                   | Reconocimiento/UAV                                                                   | -                                                 |                    | |                    |

#### Helicópteros
| Helicóptero                | Origen                 | Tipo                            | Variantes                      | Número                 | Notas                           |                        |
| Helicópteros de ataque     | Helicópteros de ataque | Helicópteros de ataque          | Helicópteros de ataque         | Helicópteros de ataque | Helicópteros de ataque          | Helicópteros de ataque |
| -------------------------- | ---------------------- | ------------------------------- | ------------------------------ | ---------------------- | ------------------------------- | ---------------------- |
| Soko Gazelle Gama          | Francia/ Yugoslavia    | Antitanque                      | HN-42m/45m HO-42/45 HI-42 Hera | 29 11                  | Total: 61 Helicópteros Gazelle. |                        |
| Mil Mi-24                  | Unión Soviética        | Helicóptero de ataque           | Mi-24V / HN-48                 | 6                      |                                 |                        |
| Helicópteros de transporte |                        |                                 |                                |                        |                                 |                        |
| Soko Gazelle               | Francia/ Yugoslavia    | Reconocimiento                  | HO-42/45 HI-42 Hera            | 29 2                   | Total: 61 Helicópteros Gazelle. |                        |
| Mil Mi-8/17                | Unión Soviética        | Helicóptero medio de transporte | Mi-8T / HT-40 Mi-17 / HT-47    | 8 2                    |                                 |                        |

### Armas y equipos de defensa aérea
Artillería Antiaérea
- Bofors 40 mm gun L/70

Misiles tierra-aire
- S-125
- 2K12 Kub

MANPADs
- 9K38 Igla

Radares

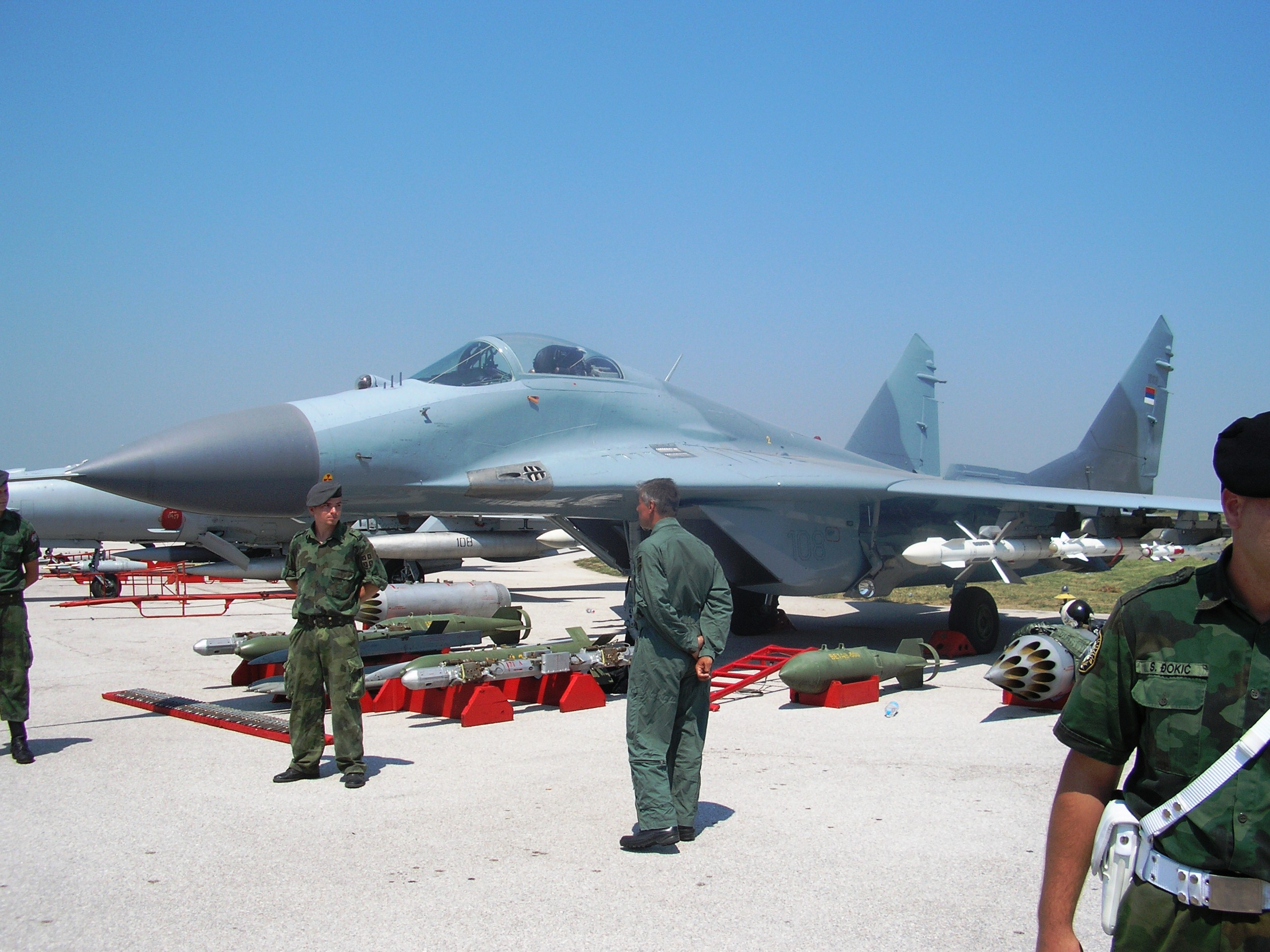
Un MiG-29, el avión de combate estrella de la fuerza aérea serbia, en la Base de Batajnica.

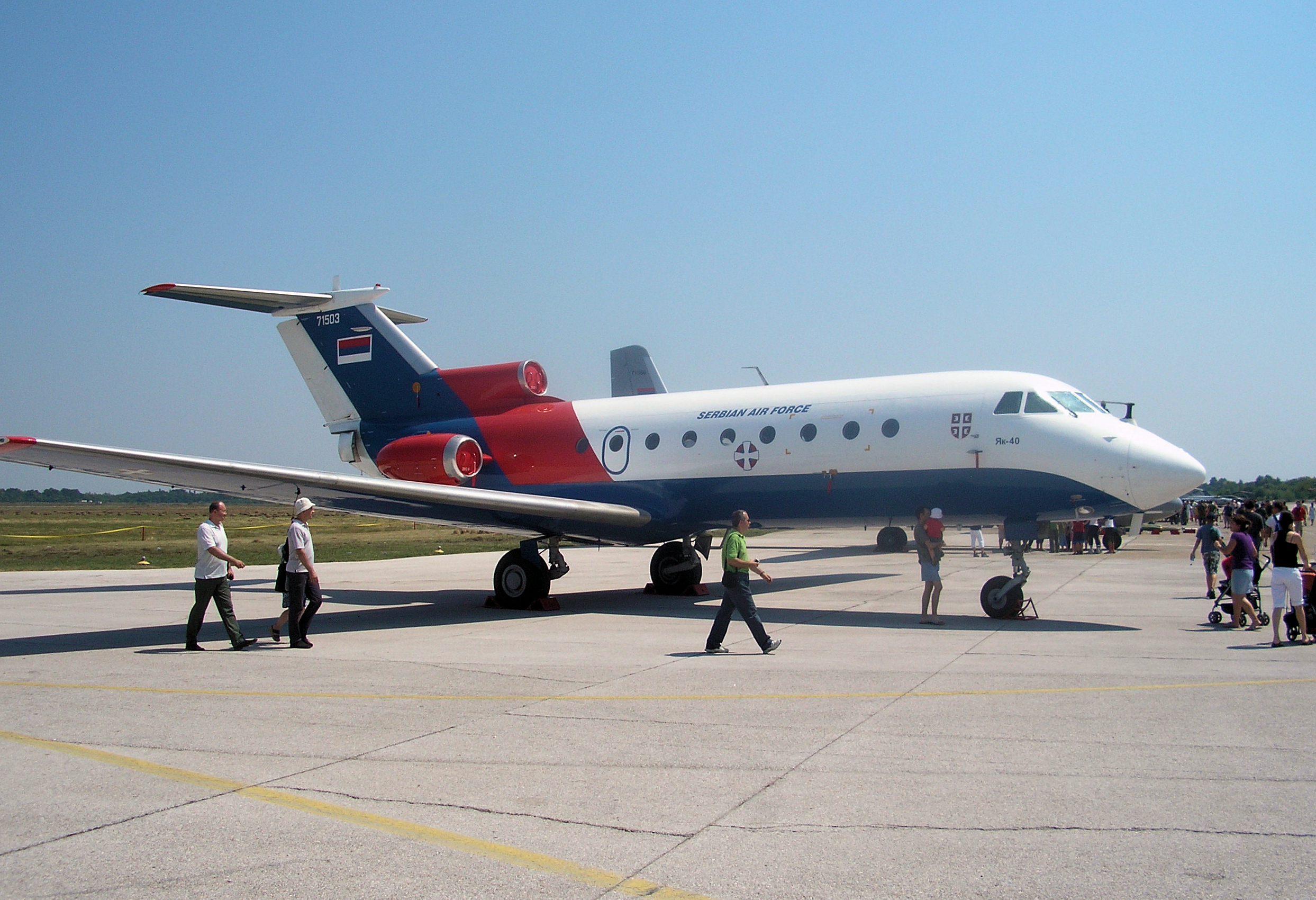
Avión de transporte Yak-40, con los colores de la bandera de Serbia.

- Radares de observación P-12 y P-14
- Radar de medición de altitud PRV-11
- Radares de observación S-605/654
- Radar de medición de altitud S-613
- Radar de observación TPS-63
- Radar AN/TPS-70 3D
- Sistemas automatizados AS-74 y AS-84
- Radar GIRAFFE